# ال چاوو انیمادو
ال چاوو انیمادو (به اسپانیایی: El Chavo Animado‎) یک مجموعه انیمیشن مکزیک است که بر اساس مجموعه تلویزیونی زنده ال چاوو دل اوچو ساخته شده توسط روبرتو گومز بولانوس، تولید شده توسط تلویسا و انیما استودیوها.